# Grande Prêmio do Canadá de 2005
Resultados do Grande Prêmio do Canadá de Fórmula 1 realizado em Montreal em 12 de junho de 2005. Oitava etapa da temporada, foi vencido pelo finlandês Kimi Räikkönen, da McLaren-Mercedes, que subiu ao pódio ladeado por Michael Schumacher e Rubens Barrichello, pilotos da equipe Ferrari.

## Resumo
- Última pole position da equipe BAR.

## Pilotos de sexta-feira
| Construtor        | Nº | Piloto         |
| ----------------- | -- | -------------- |
| McLaren-Mercedes  | 35 | Alexander Wurz |
| Sauber-Petronas   |    | n/d            |
| Red Bull-Cosworth | 37 | Scott Speed    |
| Toyota            | 38 | Ricardo Zonta  |
| Jordan-Toyota     |    | n/d            |
| Minardi-Cosworth  |    | n/d            |

## Classificação da prova

### Treino classificatório
| Pos.   | Nº | Piloto               | Equipe            | Tempo     | Diferença |
| ------ | -- | -------------------- | ----------------- | --------- | --------- |
| 1      | 3  | Jenson Button        | BAR-Honda         | 1:15.217  | —         |
| 2      | 1  | Michael Schumacher   | Ferrari           | 1:15.475  | + 0.258   |
| 3      | 10 | Fernando Alonso      | Renault           | 1:15.561  | + 0.344   |
| 4      | 6  | Giancarlo Fisichella | Renault           | 1:15.577  | + 0.360   |
| 5      | 5  | Juan Pablo Montoya   | McLaren-Mercedes  | 1:15.669  | + 0.452   |
| 6      | 4  | Takuma Sato          | BAR-Honda         | 1:15.729  | + 0.512   |
| 7      | 9  | Kimi Räikkönen       | McLaren-Mercedes  | 1:15.923  | + 0.706   |
| 8      | 11 | Jacques Villeneuve   | Sauber-Petronas   | 1:16.116  | + 0.899   |
| 9      | 16 | Jarno Trulli         | Toyota            | 1:16.201  | + 0.984   |
| 10     | 17 | Ralf Schumacher      | Toyota            | 1:16.362  | + 1.145   |
| 11     | 12 | Felipe Massa         | Sauber-Petronas   | 1:16.661  | + 1.444   |
| 12     | 14 | David Coulthard      | Red Bull-Cosworth | 1:16.890  | + 1.673   |
| 13     | 8  | Nick Heidfeld        | Williams-BMW      | 1:17.081  | + 1.864   |
| 14     | 7  | Mark Webber          | Williams-BMW      | 1:17.749  | + 2.532   |
| 15     | 21 | Christijan Albers    | Minardi-Cosworth  | 1:18.214  | + 2.997   |
| 16     | 15 | Christian Klien      | Red Bull-Cosworth | 1:18.249  | + 3.032   |
| 17     | 19 | Narain Karthikeyan   | Jordan-Toyota     | 1:18.664  | + 3.447   |
| 18     | 18 | Tiago Monteiro       | Jordan-Toyota     | 1:19.034  | + 3.817   |
| 19     | 20 | Patrick Friesacher   | Minardi-Cosworth  | 1:19.574  | + 4.357   |
| 20     | 2  | Rubens Barrichello   | Ferrari           | sem tempo |           |
| Fonte: |    |                      |                   |           |           |

### Corrida

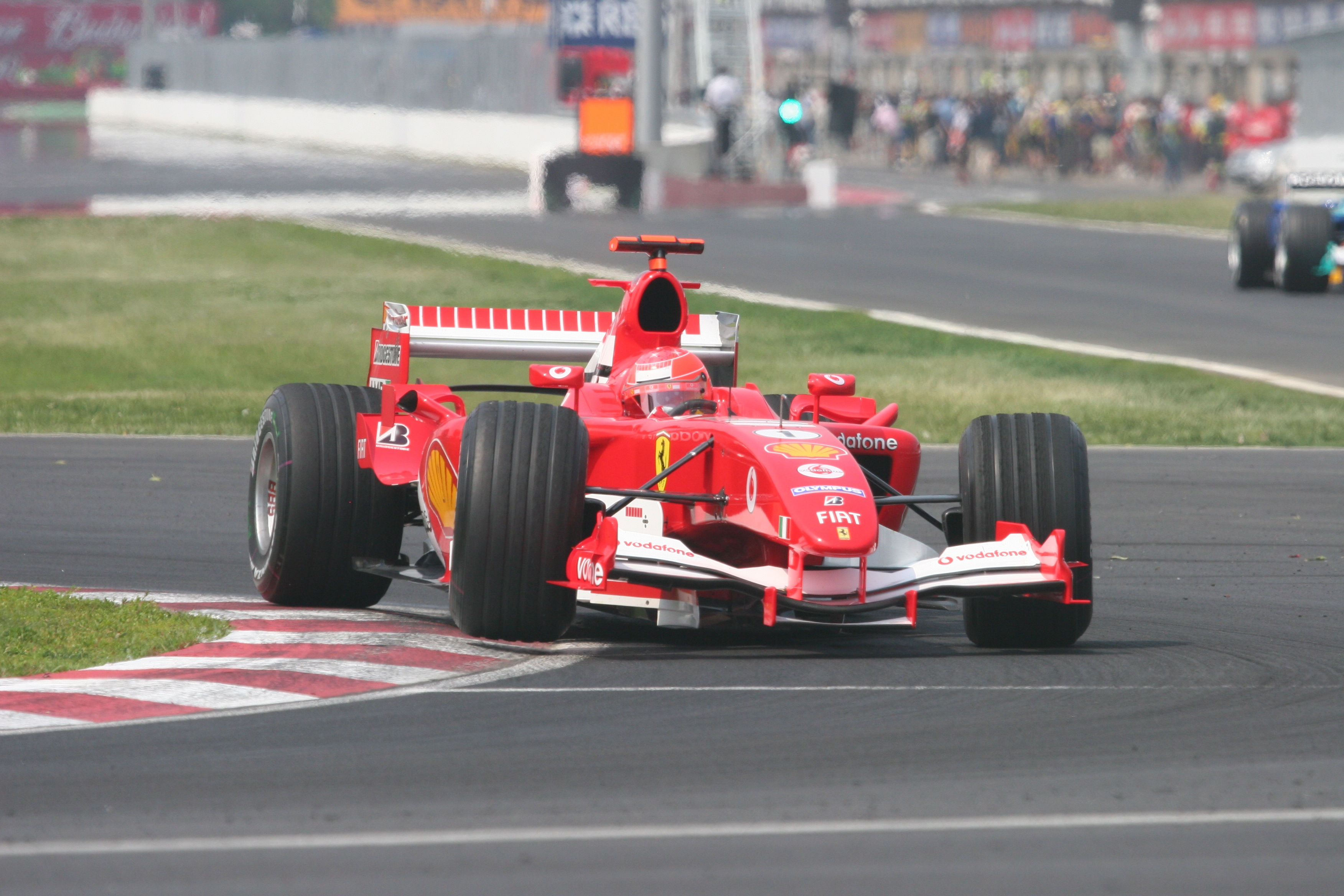
Michael Schumacher terminou em segundo lugar. Foi seu segundo pódio no ano.

| Pos.   | Nº | Piloto               | Construtor        | Voltas | Tempo/Diferença | Grid | Pontos     |
| ------ | -- | -------------------- | ----------------- | ------ | --------------- | ---- | ---------- |
| 1      | 9  | Kimi Räikkönen       | McLaren-Mercedes  | 70     | 1:32:09.290     | 7    | 10         |
| 2      | 1  | Michael Schumacher   | Ferrari           | 70     | + 1.100         | 2    | 8          |
| 3      | 2  | Rubens Barrichello   | Ferrari           | 70     | + 40.400        | 20   | 6          |
| 4      | 12 | Felipe Massa         | Sauber-Petronas   | 70     | + 55.100        | 11   | 5          |
| 5      | 7  | Mark Webber          | Williams-BMW      | 70     | + 55.700        | 14   | 4          |
| 6      | 17 | Ralf Schumacher      | Toyota            | 69     | + 1 volta       | 10   | 3          |
| 7      | 14 | David Coulthard      | Red Bull-Cosworth | 69     | + 1 volta       | 12   | 2          |
| 8      | 15 | Christian Klien      | Red Bull-Cosworth | 69     | + 1 volta       | 16   | 1          |
| 9      | 11 | Jacques Villeneuve   | Sauber-Petronas   | 69     | + 1 volta       | 8    |            |
| 10     | 18 | Tiago Monteiro       | Jordan-Toyota     | 67     | + 3 voltas      | 18   |            |
| 11     | 21 | Christijan Albers    | Minardi-Cosworth  | 67     | + 3 voltas      | 15   |            |
| Ret    | 16 | Jarno Trulli         | Toyota            | 62     | Freios          | 9    |            |
| DSQ    | 10 | Juan Pablo Montoya   | McLaren-Mercedes  | 52     | Desclassificado | 5    | [ nota 2 ] |
| Ret    | 3  | Jenson Button        | BAR-Honda         | 46     | Acidente        | 1    |            |
| Ret    | 8  | Nick Heidfeld        | Williams-BMW      | 43     | Motor           | 13   |            |
| Ret    | 4  | Takuma Sato          | BAR-Honda         | 40     | Freios          | 6    |            |
| Ret    | 20 | Patrick Friesacher   | Minardi-Cosworth  | 39     | Pane hidráulica | 19   |            |
| Ret    | 5  | Fernando Alonso      | Renault           | 38     | Suspensão       | 3    |            |
| Ret    | 6  | Giancarlo Fisichella | Renault           | 32     | Pane hidráulica | 4    |            |
| Ret    | 19 | Narain Karthikeyan   | Jordan-Toyota     | 24     | Suspensão       | 17   |            |
| Fonte: |    |                      |                   |        |                 |      |            |

## Tabela do campeonato após a corrida
| Pos.   | Piloto             | Pontos |
| ------ | ------------------ | ------ |
| 1      | Fernando Alonso    | 59     |
| 2      | Kimi Räikkönen     | 37     |
| 3      | Jarno Trulli       | 27     |
| 4      | Nick Heidfeld      | 25     |
| 5      | Michael Schumacher | 24     |
| Fonte: |                    |        |

| Pos.   | Equipe           | Pontos |
| ------ | ---------------- | ------ |
| 1      | Renault          | 76     |
| 2      | McLaren-Mercedes | 63     |
| 3      | Williams-BMW     | 47     |
| 4      | Toyota           | 47     |
| 5      | Ferrari          | 45     |
| Fonte: |                  |        |

- Nota: Somente as primeiras cinco posições estão listadas.